# Anomalie branchiale
Les anomalies branchiales sont des anomalies congénitales rares correspondant à une persistance des restes de l'appareil branchial qui auraient dû être totalement résorbés lors de l'embryogenèse et du développement du fœtus. C'est l'une des « Pathologies malformatives des parties molles du cou », notamment étudiées chez l'être humain par trois thèses de médecine dans la seconde partie du XIXe siècle, par  Marie-Constant-Théodore Gass (1867), par S. Guzman en 1886 et Émile-Eugéne-Fernand Gorron (1888), sur la base des données alors apportées par les anatomistes, y compris à partir de l'étude des branchies et de vestiges de branchies chez l'animal.
Elles sont situées à proximité du sternocleidomastoidien (SCM) et du pôle supérieur de la fosse tonsillaire homolatérale, et donc associés aux principaux éléments neurovasculaires du cou. 
On les découvre généralement lors de l'accouchement ou après la naissance à l'occasion d'une visite médicale pédiatrique (avant 5 ans dans 80 % des cas). Elles peuvent être confondues avec un abcès ou un kyste.
Une ouverture antérieure dans le cou peut être visible (entre l'os hyoïde et la fossette suprasternale).

## Pathologies associées
Couramment, la fistule excrète un mucus (devenant purulent en cas d'infection aiguë ou associée à l'infection des voies respiratoires supérieures).
La fistule peut être associée à un syndrome branchio-oto-rénal et à une surdité congénitale,.

## Traitement
L'exérèse complète est le traitement le plus courant, en veillant à conserver les structures neurovasculaires proches et à obtenir un résultat esthétiquement acceptable. Les fistules complètes détectées chez un adulte sont rares (diagnostic parfois délicat, nécessitant éventuellement un scanner et/ou IRM du cou).

## Types
On parle de fistule incomplète ou « totale » ou « complète » (et alors à ouverture interne ou à ouverture externe), ainsi que de :
- fistule branchiale
  - fistule branchiale préhélicéenne,
  - fistule cervicale de la 2e fente branchiale ;
- Résidu branchial cartilagineux.